# Arragonia
Arragonia is een geslacht van vlinders van de familie dominomotten (Autostichidae), uit de onderfamilie Holcopogoninae.

## Soorten
- A. kautzi (Rebel, 1928)
- A. punctivitella (Zerny, 1927)
- A. tunesiella Amsel, 1942